# Тузламахи
Тузламахи (дарг. ТIузламахьи) — село в Акушинском районе Дагестана. Входит в состав сельского поселения «Сельсовет Нацинский».

## Географическое положение
Расположено в 21 км к югу от районного центра села Акуша.

## Население
| 1895 | 1926 | 1939 | 1970 | 1989 | 2002 | 2010 |
| ---- | ---- | ---- | ---- | ---- | ---- | ---- |
| 156  | ↘121 | ↗144 | ↘99  | ↗166 | ↗189 | ↘179 |
| 2021 |      |      |      |      |      |      |
| ↗208 |      |      |      |      |      |      |